# Allegro barbaro (film)
Pour les articles homonymes, voir Allegro barbaro (homonymie).
Série
Rhapsodie hongroise
(1979)
Pour plus de détails, voir Fiche technique et Distribution.
Allegro barbaro est un film hongrois réalisé par Miklós Jancsó, sorti en 1979. Il fait suite à Rhapsodie hongroise.

## Synopsis
L'aîné est désormais propriétaire d'un important domaine. Au cours de la Seconde Guerre mondiale, il rejoint les révolutionnaires dans le combat contre le fascisme.

## Fiche technique
- Titre : Allegro barbaro
- Réalisation : Miklós Jancsó
- Scénario : Gyula Hernádi et Miklós Jancsó
- Photographie : János Kende
- Montage : Zsuzsa Csákány
- Production : Ferenc Szohár
- Société de production : Mafilm et Objektív Film
- Pays :  Hongrie
- Genre : Drame et historique
- Durée : 73 minutes
- Dates de sortie : 
  -  Hongrie : 11 octobre 1979

## Distribution
- György Cserhalmi : Zsadányi István
- Zsuzsa Czinkóczi : Bankós Mari
- Georgiana Tarjan : Bankós Mari
- Lajos Balázsovits : Zsadányi Gábor
- István Kovács : le comte Komár István
- István Bujtor : Hédervári
- Bertalan Solti : Öreg Bankós
- László Horváth : Kovács
- József Madaras : Baksa András / Baksa András Jr.
- Gábor Koncz : Szeles-Tóth
- Sándor Kátó : le sergent Strelecz
- Udo Kier : Poór

## Distinctions
Le film a été présenté en sélection officielle en compétition au Festival international du film de Chicago 1979.